# Sanderstead
Sanderstead – dzielnica Londynu, leżąca w gminie Croydon. W 2011 dzielnica liczyła 12 777 mieszkańców. Sanderstead jest wspomniana w Domesday Book (1086) jako Sandestede.